# 本陣甚一
本陣 甚一（ほんじん じんいち、1904年1月5日 -  2008年1月29日）は、日本の経営者、銀行家。北國銀行頭取を務めた。長男は北國銀行第6代頭取の本陣靖司。

## 来歴・人物
石川県小松市出身。1929年に京都帝国大学法学部を卒業し、1930年2月に加越合同銀行に入行した。1943年12月に北國銀行に転じ、1948年2月に常務に就任し、1950年10月に専務、1954年11月に副頭取を経て、1961年1月には頭取に就任。1966年7月には会長も兼任し、1968年11月には頭取を退任。
近現代の日本画をはじめとした美術品収集を趣味としており、小松市立本陣記念美術館にコレクションが収蔵されている。
2008年1月29日、老衰のために死去。104歳没。

## 栄誉
- 藍綬褒章(1968年1月)
- 紺綬褒章(1969年、1976年、1978年)
- 勲四等旭日小綬章
- 小松市名誉市民[5]